# ۱۰۷۵ (میلادی)
۱۰۷۵ (میلادی) هزار و هفتاد و پنجمین سال تقویم میلادی است.

## درگذشتگان
‎